# فلاور (تكساس)
فلاور ماوند (تكساس) (بالإنجليزية: Flower Mound, Texas)‏ هي بلدة أمريكية تقع في الولايات المتحدة في تكساس. يقدر عدد سكانها بـ 64,669 نسمة وترتفع عن سطح البحر 184.1 متر.

## التركيبة السكانية
حدّد مكتب تعداد الولايات المتحدة بيانات التركيبة السكانية لفلاور في تعداد الولايات المتحدة. في ما يلي، التركيبة السكانية حسب تعدادي 2000 و2010.

### تعداد عام 2000
بلغ عدد سكان فلاور 50,702 نسمة بحسب تعداد عام 2000، وبلغ عدد الأسر 16,179 أسرة وعدد العائلات 14,262 عائلة مقيمة في البلدة. في حين سجلت الكثافة السكانية 440.1 نسمة لكل كيلومتر مربع (1,139.9/ميل2). وبلغ عدد الوحدات السكنية 16,833 وحدة بمتوسط كثافة قدره 146.1 لكل كيلومتر مربع (378.4/ميل2).
وتوزع التركيب العرقي للبلدة بنسبة 90.24% من البيض و2.92% من الأمريكيين الأفارقة و0.35% من الأمريكيين الأصليين و3.05% من الأمريكيين ذوي الأصول الآسيوية و0.05% من سكان جزر المحيط الهادئ و1.77% من الأعراق الأخرى و1.61% من عرقين مختلطين أو أكثر و5.63% من الهسبانيون أو اللاتينيون من أي عرق.
بلغ عدد الأسر 16,179 أسرة كانت نسبة 58.3% منها لديها أطفال تحت سن الثامنة عشر تعيش معهم، وبلغت نسبة الأزواج القاطنين مع بعضهم البعض 80.6% من أصل المجموع الكلي للأسر، ونسبة 5.4% من الأسر كان لديها معيلات من الإناث دون وجود شريك، بينما كانت نسبة 2.2% من الأسر لديها معيلون من الذكور دون وجود شريكة وكانت نسبة 11.8% من غير العائلات. تألفت نسبة 9.1% من أصل جميع الأسر من عدة أفراد يعيشون في نفس المنزل ونسبة 1.1% كانت تتألف من شخص يعيش بمفرده يبلغ من العمر 65 عاماً أو أكثر. وبلغ متوسط حجم الأسرة المعيشية 3.12، أما متوسط حجم العائلات فبلغ 3.34.
بلغ العمر الوسطي للسكان 33.3 عاماً. وكانت نسبة 34.7% من القاطنين تحت سن الثامنة عشر، وكانت نسبة 4.2% بين الثامنة عشر والرابعة والعشرين عاماً، ونسبة 39.5% كانت واقعةً في الفئة العمرية ما بين الخامسة والعشرين والرابعة والأربعين عاماً، ونسبة 18.8% كانت ما بين الخامسة والأربعين والرابعة والستين، ونسبة 2.4% كانت ضمن فئة الخامسة والستين عاماً فما فوق. يوجد لكل 100 أنثى 99.3 ذكر، ويوجد لكل 100 أنثى في الثامنة عشر من عمرها فما فوق 96.3 ذكر.
بلغ متوسط دخل الأسرة في البلدة 95,416 دولارًا، أما متوسط دخل العائلة فبلغ 98,055 دولارًا. وكان متوسط دخل الذكور 69,467 دولارًا مقابل 41,317 دولارًا للإناث. وسجل دخل الفرد الخاص بالبلدة 34,699 دولارًا. وكانت نسبة 2.2% من العائلات ونسبة 2.5% من السكان تحت خط الفقر، وكان من هؤلاء نسبة 2.8% تحت سن الثامنة عشر ونسبة 1.8% في الخامسة والستين من العمر وما فوق.

### تعداد عام 2010
بلغ عدد سكان فلاور 64,669 نسمة بحسب تعداد عام 2010، وبلغ عدد الأسر 21,011 أسرة وعدد العائلات 18,083 عائلة مقيمة في البلدة. في حين سجلت الكثافة السكانية 561.4 نسمة لكل كيلومتر مربع (1,454.0/ميل2). وبلغ عدد الوحدات السكنية 21,570 وحدة بمتوسط كثافة قدره 187.2 لكل كيلومتر مربع (484.8/ميل2).
وتوزع التركيب العرقي للبلدة بنسبة 83.89% من البيض و3.19% من الأمريكيين الأفارقة و0.53% من الأمريكيين الأصليين و8.57% من الأمريكيين ذوي الأصول الآسيوية و0.06% من سكان جزر المحيط الهادئ و1.61% من الأعراق الأخرى و2.17% من عرقين مختلطين أو أكثر و8.40% من الهسبانيون أو اللاتينيون من أي عرق.
بلغ عدد الأسر 21,011 أسرة كانت نسبة 53.6% منها لديها أطفال تحت سن الثامنة عشر تعيش معهم، وبلغت نسبة الأزواج القاطنين مع بعضهم البعض 75.2% من أصل المجموع الكلي للأسر، ونسبة 7.8% من الأسر كان لديها معيلات من الإناث دون وجود شريك، بينما كانت نسبة 3.1% من الأسر لديها معيلون من الذكور دون وجود شريكة وكانت نسبة 13.9% من غير العائلات. تألفت نسبة 11.4% من أصل جميع الأسر من عدة أفراد يعيشون في نفس المنزل ونسبة 3% كانت تتألف من شخص يعيش بمفرده يبلغ من العمر 65 عاماً أو أكثر. وبلغ متوسط حجم الأسرة المعيشية 3.07، أما متوسط حجم العائلات فبلغ 3.34.
بلغ العمر الوسطي للسكان 38.1 عاماً. وكانت نسبة 32.7% من القاطنين تحت سن الثامنة عشر، وكانت نسبة 5.6% بين الثامنة عشر والرابعة والعشرين عاماً، ونسبة 26.1% كانت واقعةً في الفئة العمرية ما بين الخامسة والعشرين والرابعة والأربعين عاماً، ونسبة 30.1% كانت ما بين الخامسة والأربعين والرابعة والستين، ونسبة 5.5% كانت ضمن فئة الخامسة والستين عاماً فما فوق. وتوزع التركيب الجنسي للسكان بنسبة 49.6% ذكور و50.4% إناث.

## أعلام
- براندون جيفرسون
- نيك ستيفنز
- بوب سميث
- كريس براون
- برايتون شاربينو